# Syndrome de Terson
Le Syndrome de Terson est une hémorragie du corps vitré de l'œil. Elle est soit strictement intravitréenne, soit rétrohyaloïdienne (derrière la membrane hyaloïde) ou encore intrarétinienne et survient au décours d'une hémorragie intracrânienne ou sousarachnoïdienne.

## Histoire
Le syndrome de Terson a été décrit pour la première fois par l'ophtalmologiste allemand Moritz Litten (en) en 1881, puis en 1900 par l'ophtalmologiste français Albert Terson.

## Étiologie
Trois étiologies rassemblent entre 60 et 88 % des causes d’hémorragies du vitré, à savoir la rétinopathie diabétique proliférante, le décollement postérieur du vitré et le traumatisme. Le syndrome de Terson ne fait pas partie de ces étiologies principales, il survient principalement dans le cadre d'une hémorragie cérébrale.

## Fréquence
Le syndrome de Terson a été rapporté dans 8 à 19% des hémorragies sous-arachnoïdiennes, 9% des hémorragies intracérébrales et 3% des lésions cérébrales traumatiques.

## Physiopathologie
Le syndrome de Terson est dû à la rupture de capillaires péripapillaires et rétiniens à l'occasion d'une augmentation brutale de la pression intravasculaire intracrânienne qui trouvent principalement leur cause dans les ruptures d'anévrysmes et les traumatismes crâniens,,.

## Diagnostic
La baisse de l'acuité visuelle est le signe d'appel et rend la prise en charge initiale difficile. Le diagnostic repose sur le fond d’œil montrant les hémorragies dans le segment postérieur. Le syndrome de Terson peut être unilatéral ou bilatéral,,.

## Évolution
L'évolution est en général spontanément mais lentement favorable, mais la persistance du sang dans le vitré peut conduire à des complications (hémosidérose, cataracte, membranes épirétiniennes et autres anomalies maculaires, décollement rétinien). La vitrectomie est alors indiquée, de même qu'en cas de lésions bilatérales sans récupération spontanée,. Pour certains auteurs une meilleure récupération est obtenue si les patients sont opérés dans les trois mois qui suivent l’apparition de l’hémorragie vitréenne et s’ils sont jeunes.